# Björkholmens metrostation
Björkholmen (finska: Koivusaari) är en metrostation inom Helsingfors metro som togs i bruk 2017. Stationen ligger på Björkholmen i stadsdelen Drumsö och är Helsingfors västligaste metrostation. Följande station åt väster är Kägeludden, som ligger i Esbo.
Björkholmens metrostation är världens enda undervattensstation, perrongen ligger 30 meter under havsytan. Stationen har Finlands längsta rulltrappor: 76,2 meter med en lyfthöjd på 33,5 meter.